# Poa lahulensis
Poa lahulensis är en gräsart som beskrevs av Norman Loftus Bor. Poa lahulensis ingår i släktet gröen, och familjen gräs. Inga underarter finns listade i Catalogue of Life.